# Sin límites (programa de televisión)
Sin límites fue un programa de televisión de España, presentado por Jesús Hermida y Mercedes Milá en la cadena Antena 3 en 1998.

## Formato
Cada semana se aborda un tema de actualidad, combinándose las opiniones y el análisis de expertos con una tertulia con colaboradores habituales. Además sehará público un muestreo con 50 personas para conocer la opinión de los ciudadanos.

## Temas abordados
En sus diez ediciones, se abordaron los siguientes temas:
- La presunción de inocencia, con Cristina Almeida, Javier Gurruchaga, Fernando García Tola, Melchor Miralles y Luis Antonio de Villena. (06-4-1998).
- La juventud (13-04-1998).
- Las primarias del PSOE (20-04-1998).
- La liberación del hombre, con Pilar Rahola, Carmen Sevilla, Fernando García Tola, Francis Lorenzo y Joaquín Kremel (27-04-1998).
- Balance de dos años de Legislatura, con Rodrigo Rato, Loyola de Palacio, Javier Arenas, Jaime Mayor Oreja, Pilar Cernuda, Melchor Miralles, Carlos Carnicero y Victoria Prego (4-05-1998).
- Los últimos atentados de ETA (11-05-1998).
- La viagra, con María Teresa Campos, Rosa Villacastín, Javier Nart, Cristina Almeida, Ramoncín, Fernando Sánchez Dragó y Moncho Borrajo (18-05-1998).
- Jóvenes, alcohol y droga, con Juan José Armas Marcelo, Nieves Herrero, Amparo Rubiales y Celia Villalobos (25-05-1998).
- La fama, con Jesulín de Ubrique, Carmen Sevilla y Jesús Gil y Gil (1-06-1998).
- La mujer, con Concha Velasco, Carmen Alborch, Mari Carmen, Cristina del Valle, Pilar Rahola, Teófila Martínez, Cristina Almeida, Norma Duval y Miriam Díaz-Aroca (8-06-1998).